# كيركي (ناقلة نفط)
كيركي ناقلة نفط يونانية، اشتعلت فيها النيران في 21 يوليو 1991، 18 ميلا من بلدة صيد سرفانتس ، غرب أستراليا . أدى الحريق إلى تسرب نفطي مقداره 2.9 مليون غالون. في ذلك الوقت كان أسوأ انسكاب نفطي حدث في المياه الأسترالية. انشطرت إلى نصفين واشعلت النيران فيها وغرقت وخلفت كارثة بيئية.

## روابط خارجية
- ا(فيديو) وثائقي عن كارثة تحطم ناقلة النفط كيركي سنة 1991